# The Deadly Mantis
The Deadly Mantis este un film SF american din 1957 regizat de Nathan H. Juran pentru Universal Pictures. În rolurile principale joacă actorii Craig Stevens, William Hopper, Alix Talton.

## Prezentare
Înghețată în gheața Antarcticii încă din timpuri preistorice, o călugărița Mantis uriașă este eliberată ca urmare a ruperii unui aisberg. Monstrul atacă apoi New York-ul, după care Washingtonul. Armata va trebui să oprească insecta.

## Actori
- Pretor ... The Giant Mantis
- Craig Stevens ...  Col. Joe Parkman
- William Hopper ...  Dr. Nedrick 'Ned' Jackson
- Alix Talton ...  Marge Blaine
- Donald Randolph ...  Gen. Mark Ford
- Pat Conway ...  Sgt. Pete Allen
- Florenz Ames ...  Prof. Anton Gunther
- Paul Smith ...  Corporal, Parkman's Clerk
- Phil Harvey ...  Lou, Radar Man
- Floyd Simmons ...  Army Sergeant
- Paul Campbell ...  Lt. Fred Pizar
- Helen Jay ...  Mrs. Farley